# Mitchell (album)
Pour les articles homonymes, voir Mitchell.
Albums de Eddy Mitchell
Eddy Paris Mitchell
(1986) Ici Londres
(1989)
Mitchell est le vingt-sixième album studio d'Eddy Mitchell sorti en 1987 sur le label Polydor.

## Liste des titres
| No  | Titre                      | Durée |
| --- | -------------------------- | ----- |
| 1.  | La Peau d'une autre        | 3:33  |
| 2.  | C'est magique              | 3:40  |
| 3.  | J'ai le bonjour du blues   | 3:45  |
| 4.  | Femme FM                   | 4:08  |
| 5.  | Soixante, soixante-deux    | 5:15  |
| 6.  | M'man                      | 3:59  |
| 7.  | Où est-elle ?              | 4:13  |
| 8.  | Quelqu'un qui m'aime       | 3:15  |
| 9.  | Le Fils de Jerry Lee Lewis | 3:45  |
| 10. | Le Coup de grâce           | 4:03  |